# زيارة المسيح للهيكل

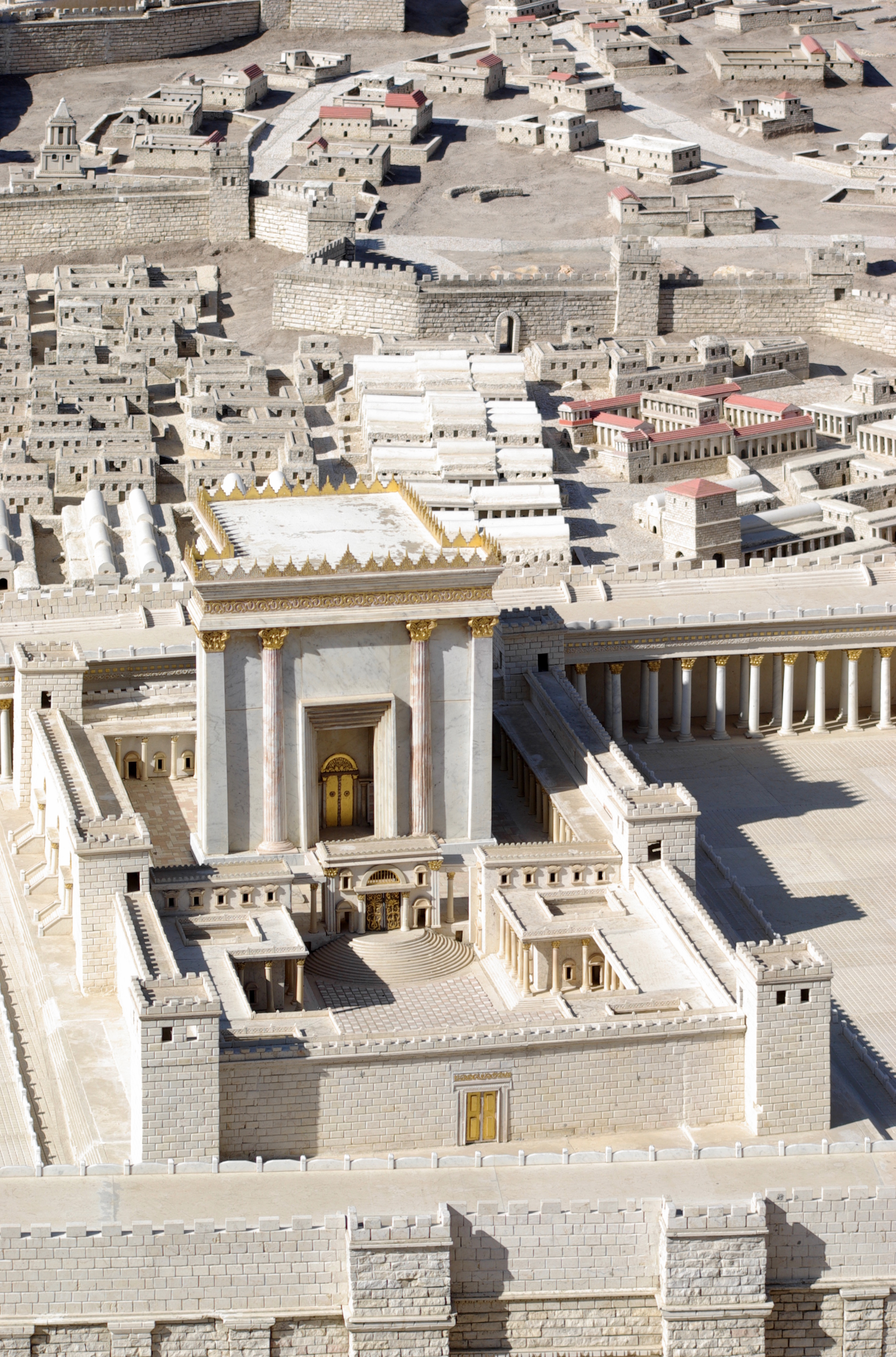
مصغر للهيكل الثاني، كما كان في أيام المسيح.

زيارة المسيح للهيكل، المذكورة في إنجيل لوقا 2: 41-52، هي آخر الأحداث المسطورة عن طفولة المسيح في الأناجيل القانونية، قام بها وله من العمر 12 عامًا، وهو العمر الذي يعتبر فيه الذكر يافعًا «رجلاً» في الشريعة اليهودية، ومن ثم يتوجب عليه تأدية طقوس الشريعة.
قام المسيح بهذه الزيارة مع العائلة المقدسة، ولكونها آخر ذكر للقديس يوسف، فيعتقد أنه قد مات خلال الثمانية عشر سنة التالية، قبل أن يغطي العهد الجديد مرحلة دعوة المسيح، وله من العمر ثلاثين عامًا.

## الرواية حسب العهد الجديد
حسب الشريعة اليهودية، فقد فرض على كل ذكر اليهودي في فلسطين، زيارة القدس ثلاث مرات في العام، لاستحباب أداء الأعياد الثلاث الكبرى فيها، يذكر النص أن عائلة المسيح كانت تلتزم بالشريعة فتزور القدس كل عام في عيد الفصح اليهودي، الذي هو أعظم الأعياد وفيه تذكار خروج بني إسرائيل من أرض مصر. بعد انتهاء الاحتفالات التي تستمر عادة سبعة أيام، عادت القافلة إلى الجليل من القدس، غير أن المسيح ظلّ في القدس دون علم أبويه الذين ظناه في القافلة مع الرفاق، وإذ سارا مسيرة يوم كامل، أخذا يبحثان عنه بين الأقارب والمعارف، ولما لم يجداه رجعا إلى القدس يبحثان عنه، وبعد ثلاثة أيام وجداه في الهيكل جالسًا وسط معملي الشريعة.
كانت مدرسة الهيكل، عبارة عن ندوة واسعة وشهيرة في كل أنحاء منطقة اليهودية، وتحوي في زمن الفصح أحبارًا يهود من كل مكان في أنحاء العالم، وإذ كان المسيح في مدرسة الهيكل يستمع إلى المعلمين ويطرح عليهم الأسئلة، وجداه يوسف ومريم، التي قالت له حسب الرواية الرسمية: «يا بني، لماذا عملت بنا هكذا؟ فقد كنا، أبوك وأنا، نبحث عنك محزونين»، فكان ردّ المسيح: «لماذا كنتما تبحثان عني، ألما تعلما أنه علي أن أكون فيما يخصّ أبي؟»، النص يشير إلى أن مريم ويوسف لم يفهما تمامًا ما قصده المسيح بإشارته إلى بيت الآب، ويختم بالقول أن المسيح عاد معهما وكان خاضعًا لهما.

## معرض صور

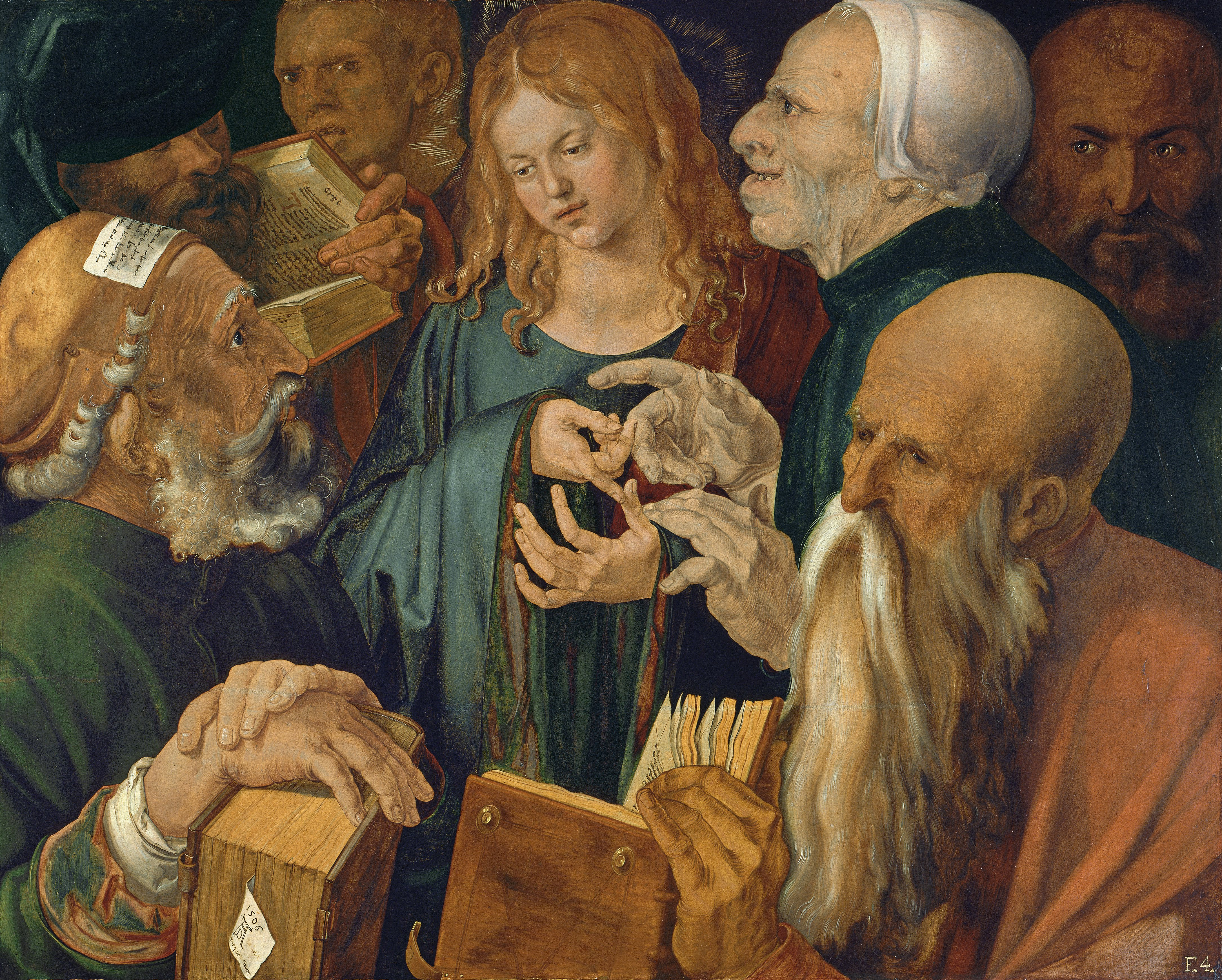
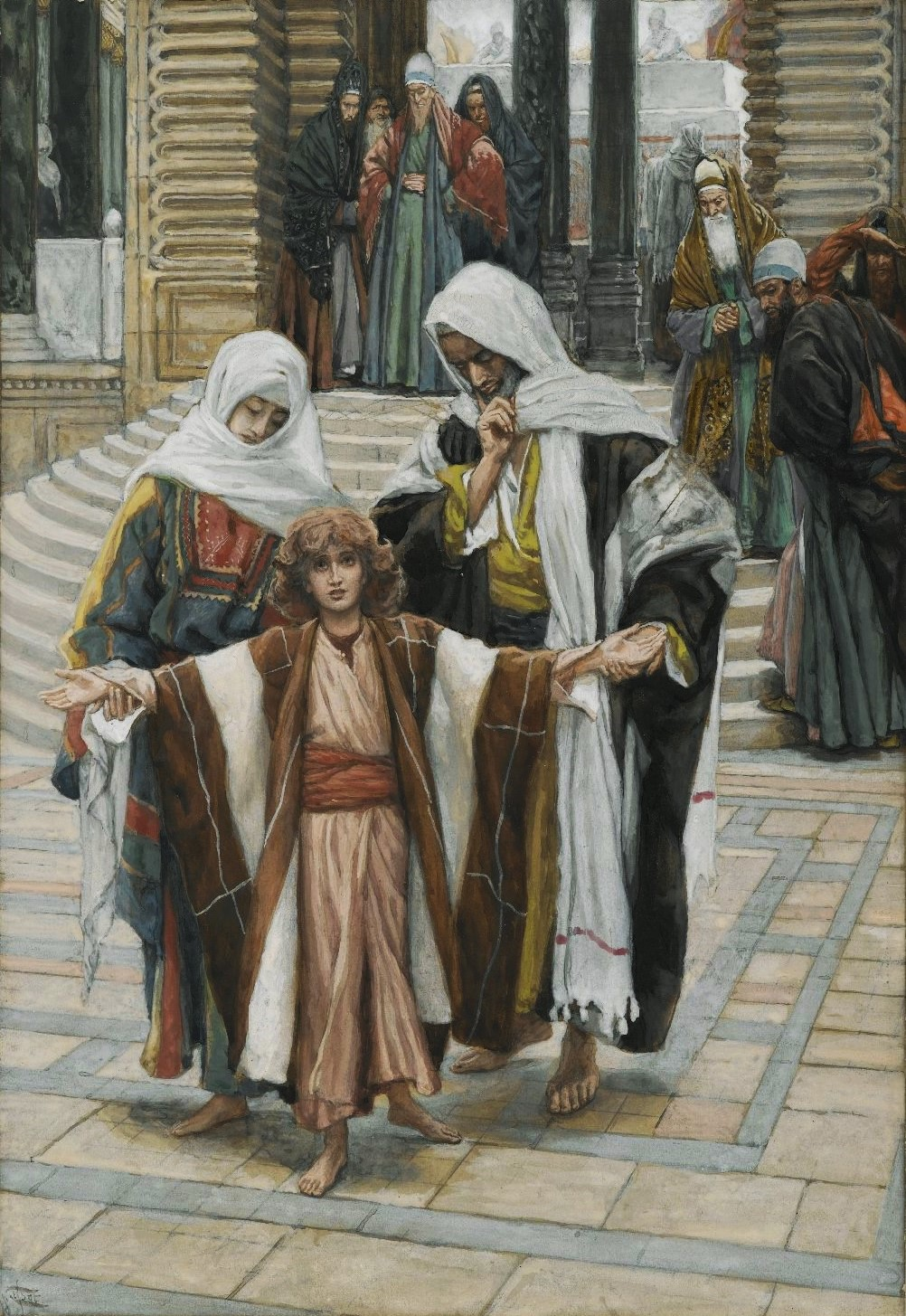
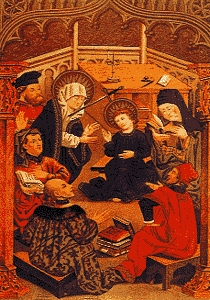
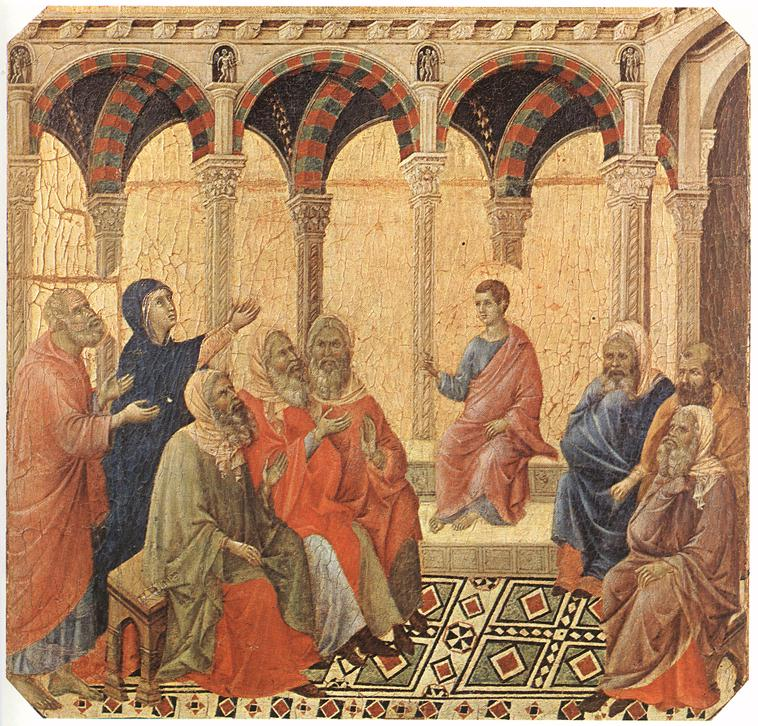
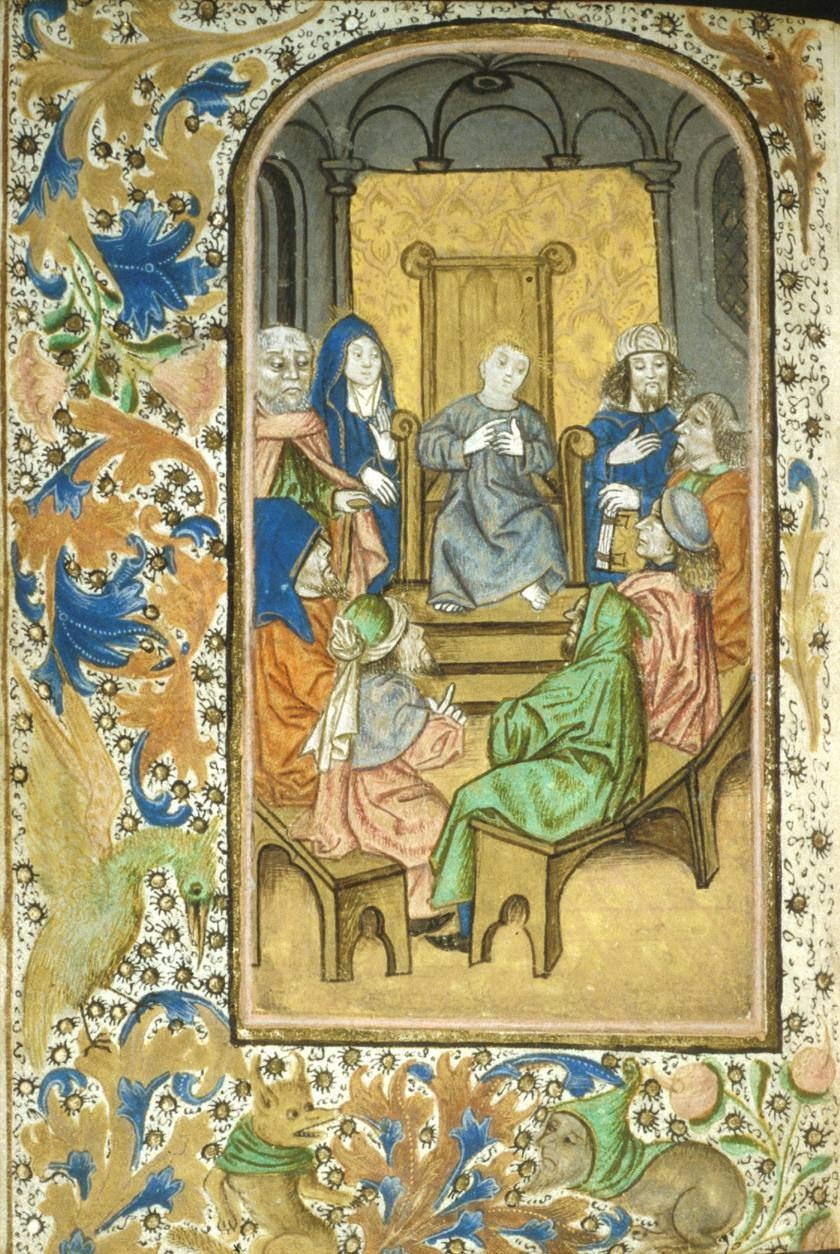
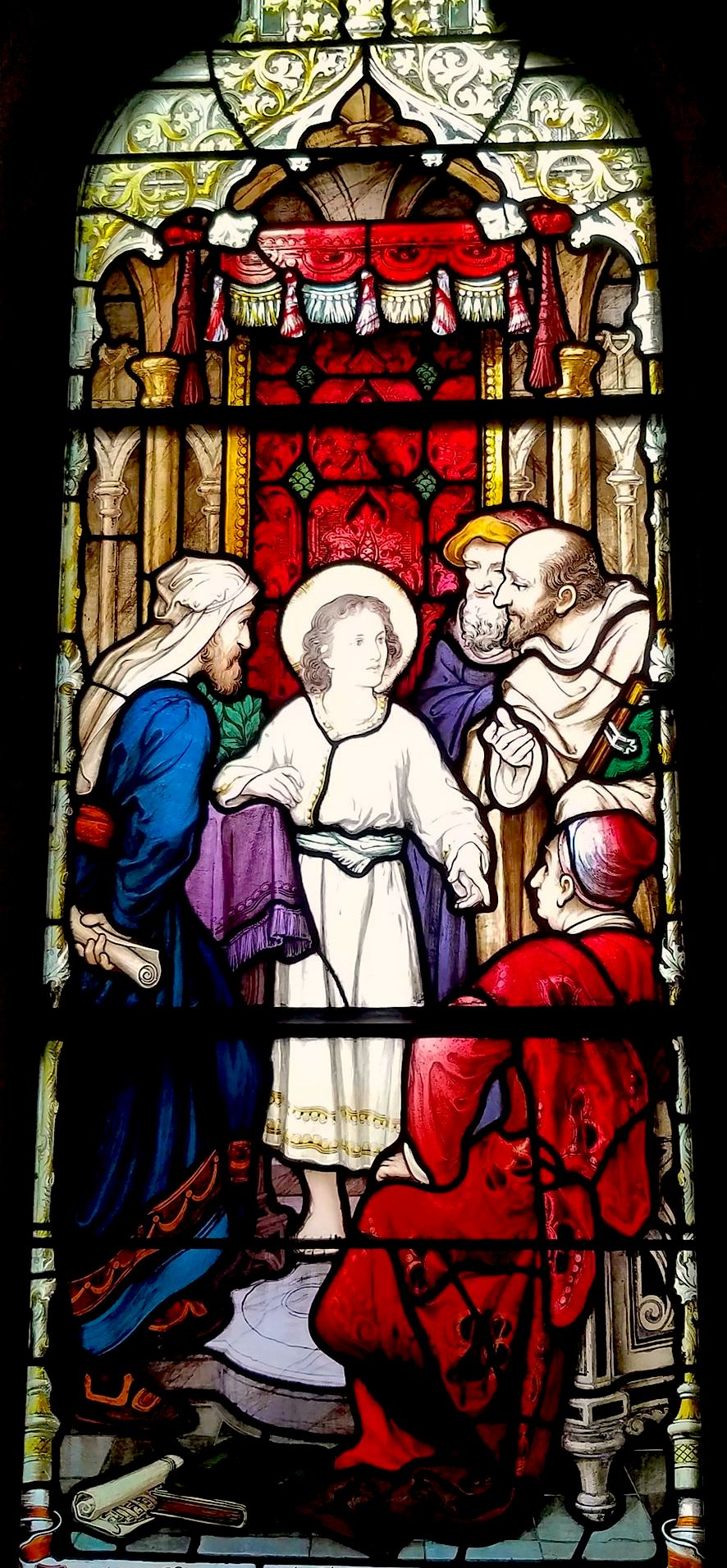
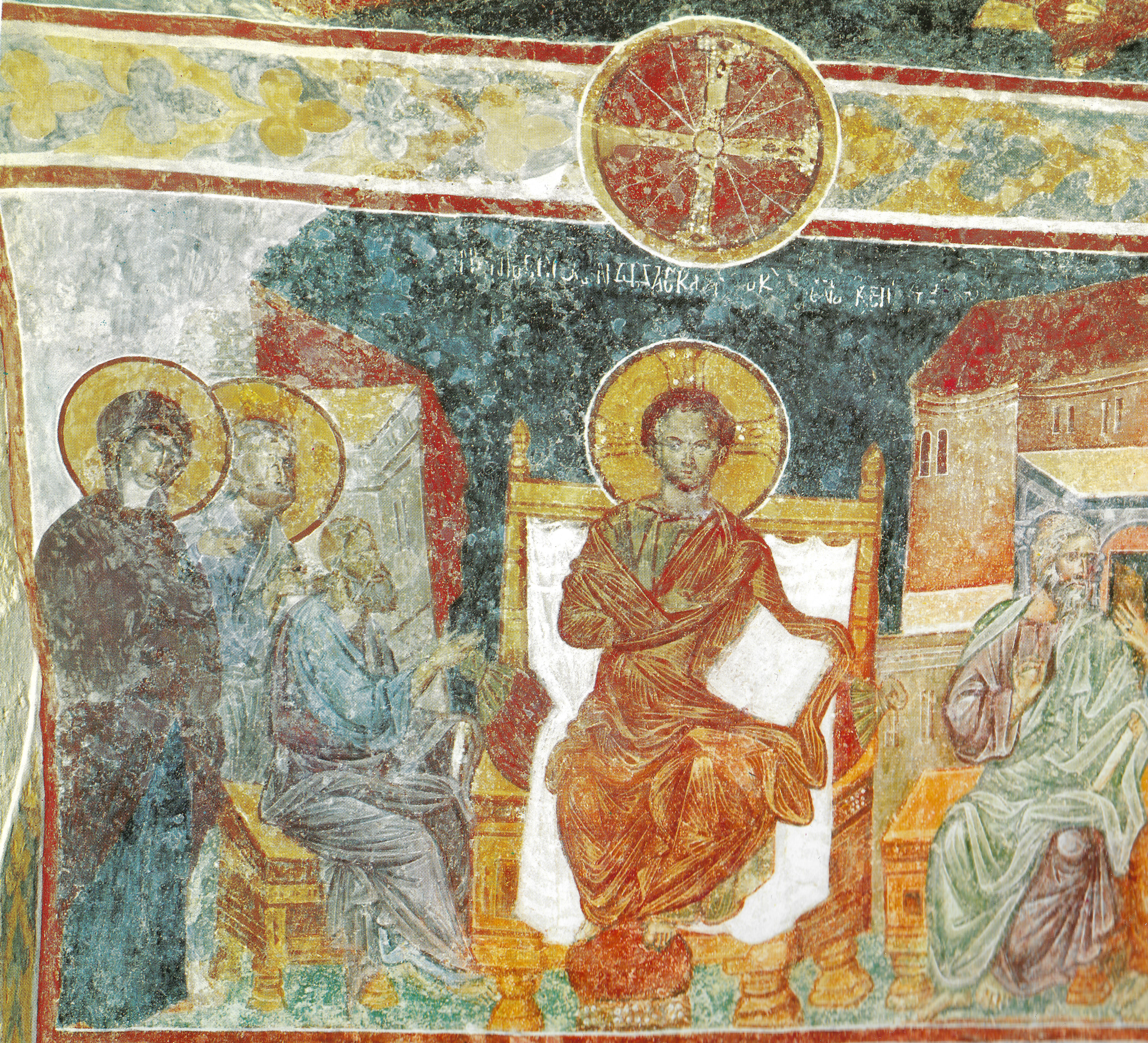